# Montazels
Montazels är en kommun i departementet Aude i regionen Occitanien  i södra Frankrike. Kommunen ligger  i kantonen Couiza som ligger i arrondissementet Limoux. År 2022 hade Montazels 537 invånare.

## Befolkningsutveckling
Antalet invånare i kommunen Montazels
Referens: INSEE